# Fouquieria ochoterenae
Fouquieria ochoterenae är en tvåhjärtbladig växtart som beskrevs av Faustino Miranda. Fouquieria ochoterenae ingår i släktet Fouquieria och familjen Fouquieriaceae. Inga underarter finns listade i Catalogue of Life.

## Bildgalleri

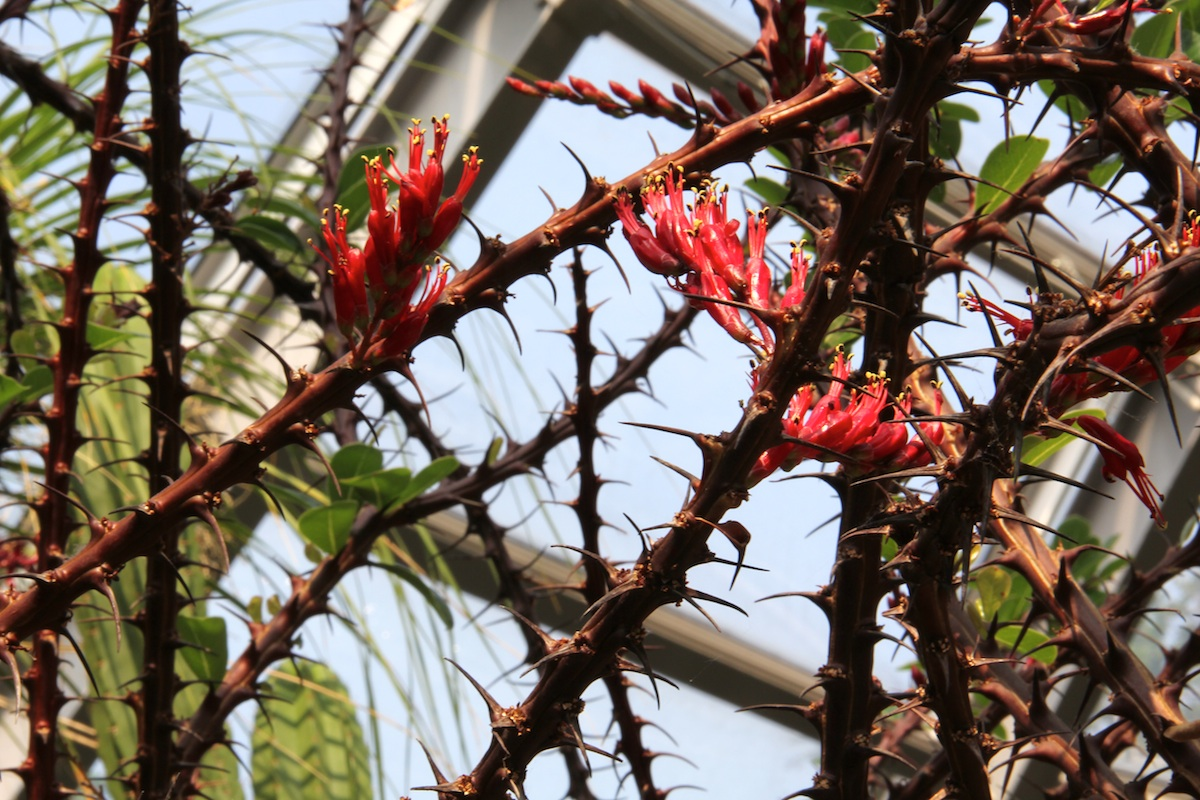
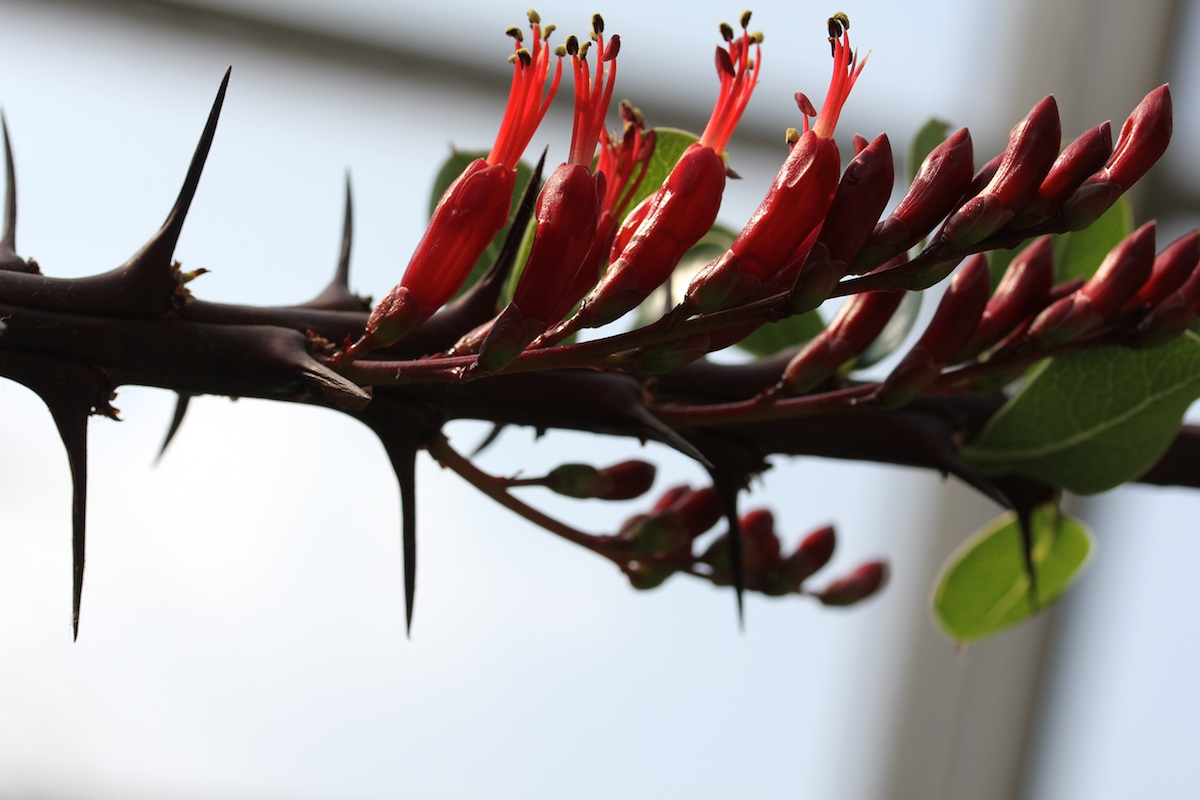
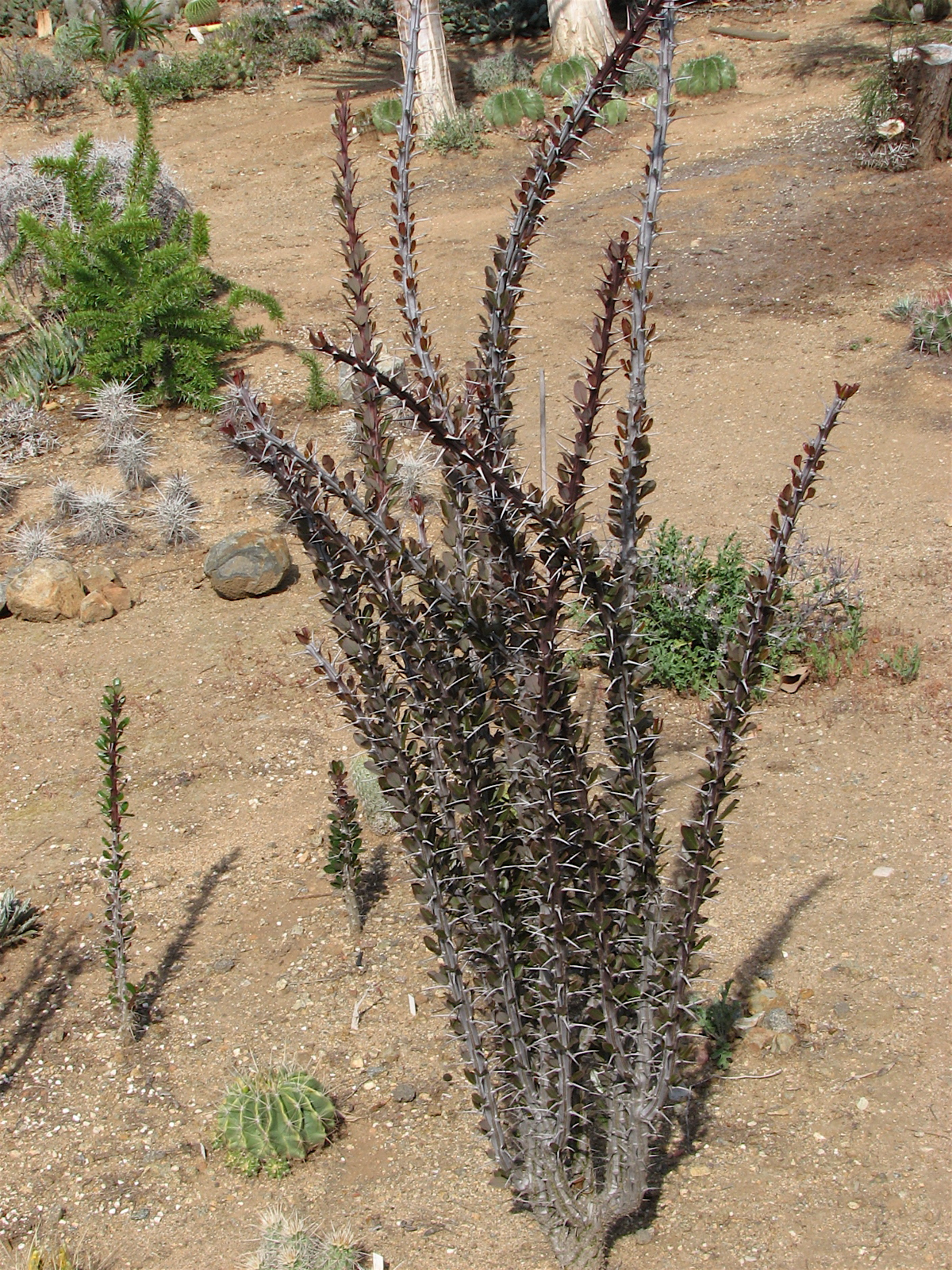
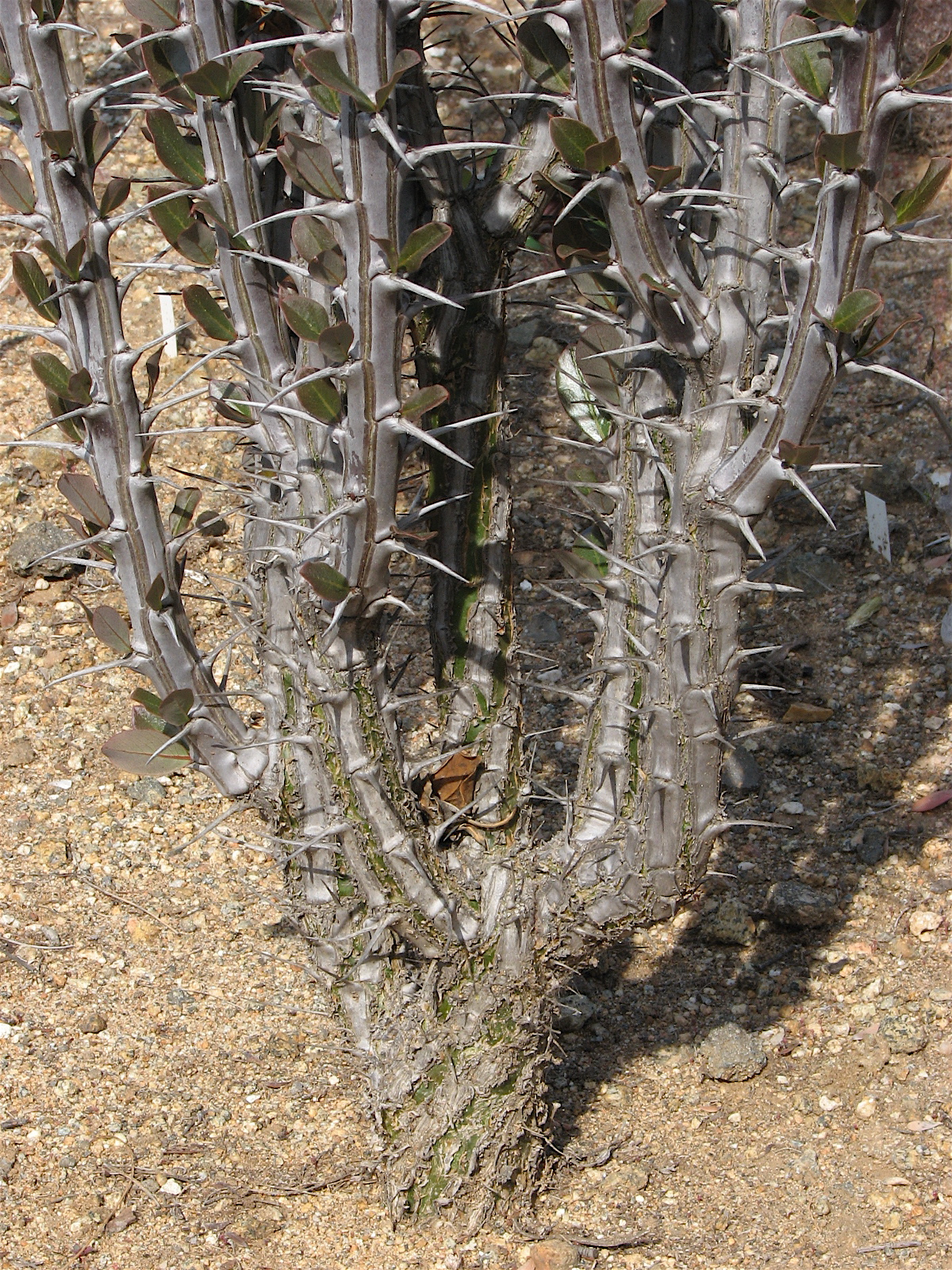
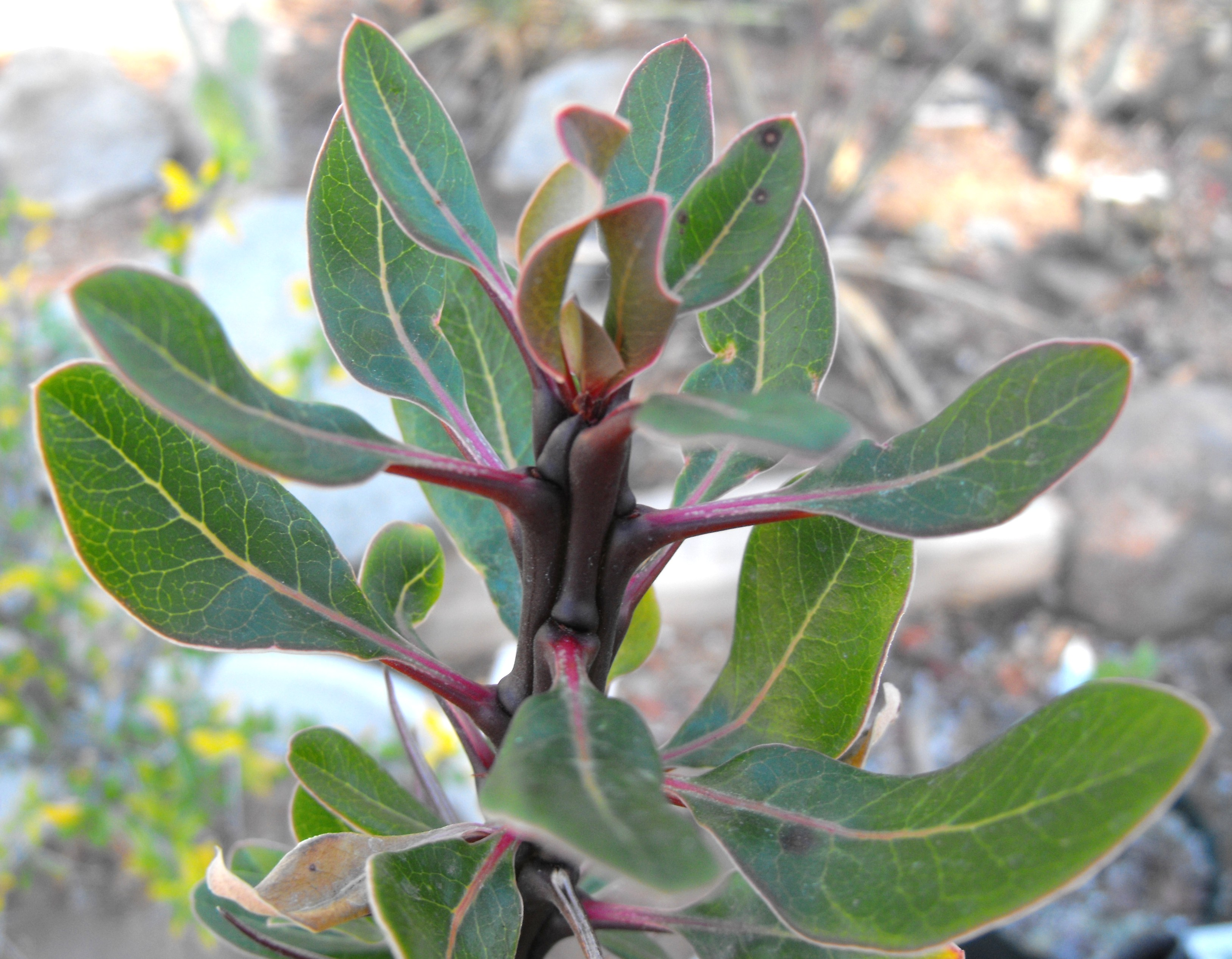